# Snooker na Igrzyskach Afrykańskich 2019
Snooker na Igrzyskach Afrykańskich 2019 odbywał się w dniach 20–24 sierpnia 2019 roku w Hôtel Rabat położonym w Rabacie.
Była to pierwsza edycja zawodów snookerowych w historii tych igrzysk.

## Podsumowanie

### Klasyfikacja medalowa
| Klasyfikacja medalowa | Klasyfikacja medalowa | Klasyfikacja medalowa | Klasyfikacja medalowa | Klasyfikacja medalowa | Klasyfikacja medalowa |
| Miejsce               | Państwo               | Złoto                 | Srebro                | Brąz                  | Razem                 |
| --------------------- | --------------------- | --------------------- | --------------------- | --------------------- | --------------------- |
| 1                     | Maroko                | 3                     | 1                     | 2                     | 6                     |
| 2                     | Egipt                 | 0                     | 2                     | 1                     | 3                     |
| Razem                 | Razem                 | 3                     | 3                     | 3                     | 9                     |

### Medaliści
| Konkurencja | 1. miejsce                                 | 2. miejsce                            | 3. miejsce                                  |
| ----------- | ------------------------------------------ | ------------------------------------- | ------------------------------------------- |
| Mężczyźni   | Amine Amiri                                | Abdelhamid Abdelrahman                | Yassine Bellamine                           |
| Kobiety     | Youssra Matine                             | Gantan Elaskary                       | Hakima Kissai                               |
| Mikst       | Maroko · Yassine Bellamine · Hakima Kissai | Maroko · Amine Amiri · Youssra Matine | Egipt · Mohamed Alakrady · Yara Sharafeldin |